# Вольф, Виталий Александрович
Виталий Александрович Вольф (17 июля 1972 — 27 марта 1993) — российский военнослужащий, командир отделения связи 3-го парашютно-десантного батальона 345-го гвардейского Краснознамённого ордена Суворова 3-й степени отдельного парашютно-десантного полка Воздушно-десантных войск России, в составе российских миротворческих сил в Абхазии, гвардии старший сержант. Герой Российской Федерации (1993), Герой Абхазии (2013).

## Биография
Родился в семье служащих. По национальности — поволжский немец. Окончил среднюю школу № 14 города Яровое Славгородского района Алтайского края. В армию призван осенью 1990 года, служил в ВДВ. Вначале служил в учебном центре в Литве, затем в городе Гянджа (Азербайджан). С августа 1992 года в составе 345-го полка принимал участие в миротворческой миссии в зоне грузино-абхазского конфликта. В том же году остался на сверхсрочную службу.
Вечером 27 марта 1993 года гвардии старший сержант Виталий Вольф обеспечивал связь 7-й парашютно-десантной роты, выполнявшей боевую задачу по охране сейсмологической лаборатории в населённом пункте Нижние Эшеры. В 22 часа 30 минут лаборатория подверглась артиллерийско-миномётному обстрелу со стороны экстремистов, в результате чего взрывом повредило линию связи. Тем самым, возникла реальная угроза жизни десантников, находившихся на объекте.
Виталий сумел восстановить связь с оперативной группой Воздушно-десантных войск в городе Гудаута, несмотря на полученное осколочное ранение в голову. Вызванные по восстановленной связи вертолёты нанесли удар по позициям экстремистов, откуда вёлся обстрел лаборатории. Виталий скончался, не приходя в сознание.
Похоронен в городе Яровое Алтайского края.

## Память
Указом Президента Российской Федерации № 1087 от 26 июля 1993 года за мужество и героизм, проявленные при выполнении воинского долга, гвардии старшему сержанту сверхсрочной службы Вольфу Виталию Александровичу присвоено звание Героя Российской Федерации (посмертно).
Распоряжением главы администрации города Яровое от 10 ноября 1993 года № 133 улица Байкальская переименована в улицу Виталия Вольфа. Решением комитета по образованию города Яровое от 20 ноября 2002 года на здании Яровской средней школы № 14, где учился В. А. Вольф, установлена мемориальная доска. На территории 7-й военной базы установлен памятник-бюст Вольфа.
Указом Президента Абхазии В. А. Вольфу присвоено звание Героя Абхазии.
31 января 2014 года в Управлении Министерства юстиции РФ по Алтайскому краю был зарегистрирован Некоммерческий благотворительный фонд имени Героя России и Героя Абхазии Вольфа Виталия Александровича.
Весной 2014 года был воссоздан военно-патриотический клуб «Долг», в котором когда-то постигал азы начальной военной подготовки Виталий Вольф. Сам Вольф посмертно внесён в реестр курсантов клуба под номером 1.
2 августа 2014 года в Яровом в центре города был открыт обелиск Виталию Вольфу.